# Francesc Puigjaner i Gual
Francesc Puigjaner i Gual (Valls, 18 de gener de 1834 - Gràcia, 6 de juny de 1882) fou un historiador i polític català, diputat a Corts durant el regnat d'Amadeu I d'Espanya.

## Biografia
Estudià música i llatí als Caputxins de Valls i gramàtica al seminari de Tarragona. Va rebre ordes menors i continuà estudis als seminaris de Vic i Barcelona. Degut a la situació precària de la seva família, el 1857 treballà com a actor còmic. Poc després anà a Madrid, on treballà a la companyia de sarsuela del Teatre Lorca, però deixà de cantar a causa d'una afecció a la gorja. Després d'estar un temps a Granada i Sanlúcar de Barrameda, tornà a Valls. Degut a la falta de mitjans no va poder anar a Tarragona a allistar-se amb el Batalló de Voluntaris Catalans que lluitaren a la Guerra d'Àfrica de 1859.
Participà activament en la revolució de 1868 i fou cap del batalló de la Milícia Nacional a Valls. El 2 d'octubre de 1869 fou un dels que proclamà la república a Reus i Valls, raó per la qual cosa intentà fugir a França, però fou capturat a Barcelona i condemnat a mort. Gràcies a la intercessió d'Estanislau Figueras i Emilio Castelar li fou commutada per l'exili a les Filipines. Tanmateix, quan agafà el vaixell el desembarcaren a Cadis a causa d'una malaltia, i poc després fou alliberat.
Tornat a Barcelona, fou cap del Club Republicà i del Centre de Progrés de Gràcia. Fou elegit diputat pel districte de Gràcia a les eleccions generals espanyoles d'abril de 1872. A les eleccions de 1873 es presentà però fou derrotat. Lluità contra els carlins a Caldes de Montbui en la Tercera Guerra Carlina.
Després de la restauració borbònica va perdre la feina i hagué de malviure donant classes de música. Va treballar un temps de cantant al Teatre del Liceu de Barcelona, però això li provocà un agreujament de la seva malaltia i va morir poc després.

## Obres
- Historia de la villa de Valls (1881)
- Cantos a mi Patria (1871)